# Rara Media Group
Die Rara Media Group Limited war ein Internetunternehmen mit Sitz in London, Vereinigtes Königreich und bot seit dem 13. Dezember 2011 über die Website rara.com einen Musikstreaming-Dienst in über 16 Ländern an. Gegenüber anderen Musikstreaming-Diensten verzichtete rara auf eine werbefinanzierte kostenlose Version. Rara bot einen unbegrenzten Music-on-Demand-Zugang zu über 22 Millionen Titeln und verwendete ausschließlich den Dolby-Puls-Audio-Codec. Vorsitzender des Unternehmens war Rob Lewis und Geschäftsführer seit Juli 2012 war Nick Massey.
Ab Mai 2013 kooperierte Rara mit dem deutschen Automobilhersteller BMW. Das Streaming-Angebot war in Zusammenarbeit mit Vodafone beispielsweise im BMW 5er als Sonderausstattung BMW ConnectedDrive Online Entertainment in Deutschland, Großbritannien, Frankreich, Italien, den Niederlanden und Spanien verfügbar.
Anfang 2015 wurde der Dienst eingestellt.